# Paycor Stadium
Pour les articles homonymes, voir Paul Brown (homonymie) et Brown.
Le Paycor Stadium anciennement Paul Brown Stadium  (surnommé "The Jungle", "The P.B.S." ou "The Hamilton County Correctional Facility") est un stade de football américain situé près du Great American Ball Park (le stade des Reds de Cincinnati de la Ligue majeure de baseball) et de la U.S. Bank Arena dans le centre de Cincinnati en Ohio (États-Unis). Il siège à côté du site de l'ancien Cinergy Field qui fut démoli le 29 décembre 2002. 
Depuis 2000, ses locataires sont les Bengals de Cincinnati, une équipe de football américain évoluant en National Football League dans la division nord de l'American Football Conference. Sa capacité est de 65 535 places en configuration football américain avec 114 suites de luxe et 7 620 sièges de club. Le stade est entouré d'un parking pouvant contenir plus de 5 000 véhicules. 

## Histoire
Le coût de construction du stade est évalué à $455 millions de dollars et le comté de Hamilton est propriétaire du stade. Il a été dessiné par le cabinet d'architecture NBBJ basé à Los Angeles. Le Paul Brown Stadium couvre une surface de 89 000 m², mesure 47 mètres de haut et a une capacité de 65 535 places.
Avant de déménager dans le Paul Brown Stadium, les Bengals de Cincinnati ont joué au Cinergy Field, un stade multisports qu'ils ont partagé avec les Reds de Cincinnati de la Ligue majeure de baseball. Le Cinergy Field commençait à montrer son âge et sa vétusté alors les Bengals se sont concentrés sur la construction d'un nouveau stade. En 1996, les électeurs ont approuvé un référendum qui a permis à un nouveau stade d'être construit. Le début de la construction du stade a eu lieu le 25 avril 1998. À la différence de beaucoup d'autres équipes dans la NFL, les Bengals ont décidé de ne pas vendre les droits d'appellation du stade. Au lieu de cela, l'équipe a décidé d'honorer son fondateur, Paul Brown, en appelant le stade, Paul Brown Stadium. Paul Brown était un entraîneur qui est membre du Pro Football Hall of Fame et fondateur des Browns de Cleveland en 1946 et des Bengals de Cincinnati en 1968. 
Inauguré le 19 août, les Bengals de Cincinnati ont joué leur premier match au stade le 10 septembre 2000. De l'extérieur, le stade a un style architectural futuriste avec ses formes lisses. Plus de 65 000 sièges verts sont situés dans tout le stade. La rangée de tribune inférieure entoure le terrain de jeu entier. Les sièges de club et une rangée supérieure sont situés des deux côtés du terrain. Il y a des écrans vidéos/tableaux des scores situés au-dessus des sièges dans les côtés sud et nord du stade. Le Paul Brown Stadium possède plusieurs agréments comprenant 114 suites de luxe, 7 620 sièges de club, deux restaurants de luxe, et un magasin des Bengals. En raison des problèmes continus du terrain avec l'herbe au stade, les Bengals ont décidé de remplacer la surface avec du FieldTurf après la saison 2003.
Peu après l'achèvement du stade, les surcharges du coût de construction ont mené le comté de Hamilton à engager des actions judiciaires contre NBBJ, l'entreprise architecturale qui a conçu et a construit le stade. Le procès a été résolu en octobre 2004 pour $14,25 millions USD.

## Origine du surnom « The Jungle»
Les fans des Bengals appellent leur stade « The Jungle » comme l'habitat naturel des Tigre du Bengale qui donna le nom au club. Cela fait aussi référence à la musique « Welcome to the Jungle » du groupe Guns N' Roses, qui depuis toujours joue dans les intervalles des matchs à domicile des Bengals.

## Événements
- Ohio Classic, 2003 à 2005
- Concert de Guns N' Roses (Not in This Lifetime... Tour), 6 juillet 2016
- Concerts de Taylor Swift (The Eras Tour), 30 juin et 1er juillet 2023

## Galerie

Ancien logo
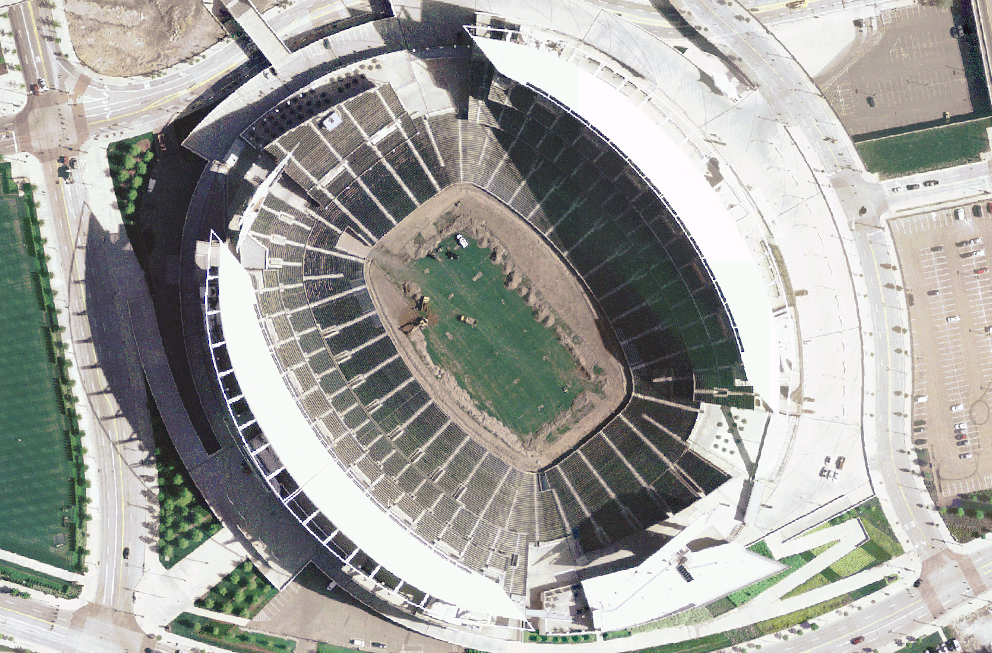
Image satellite
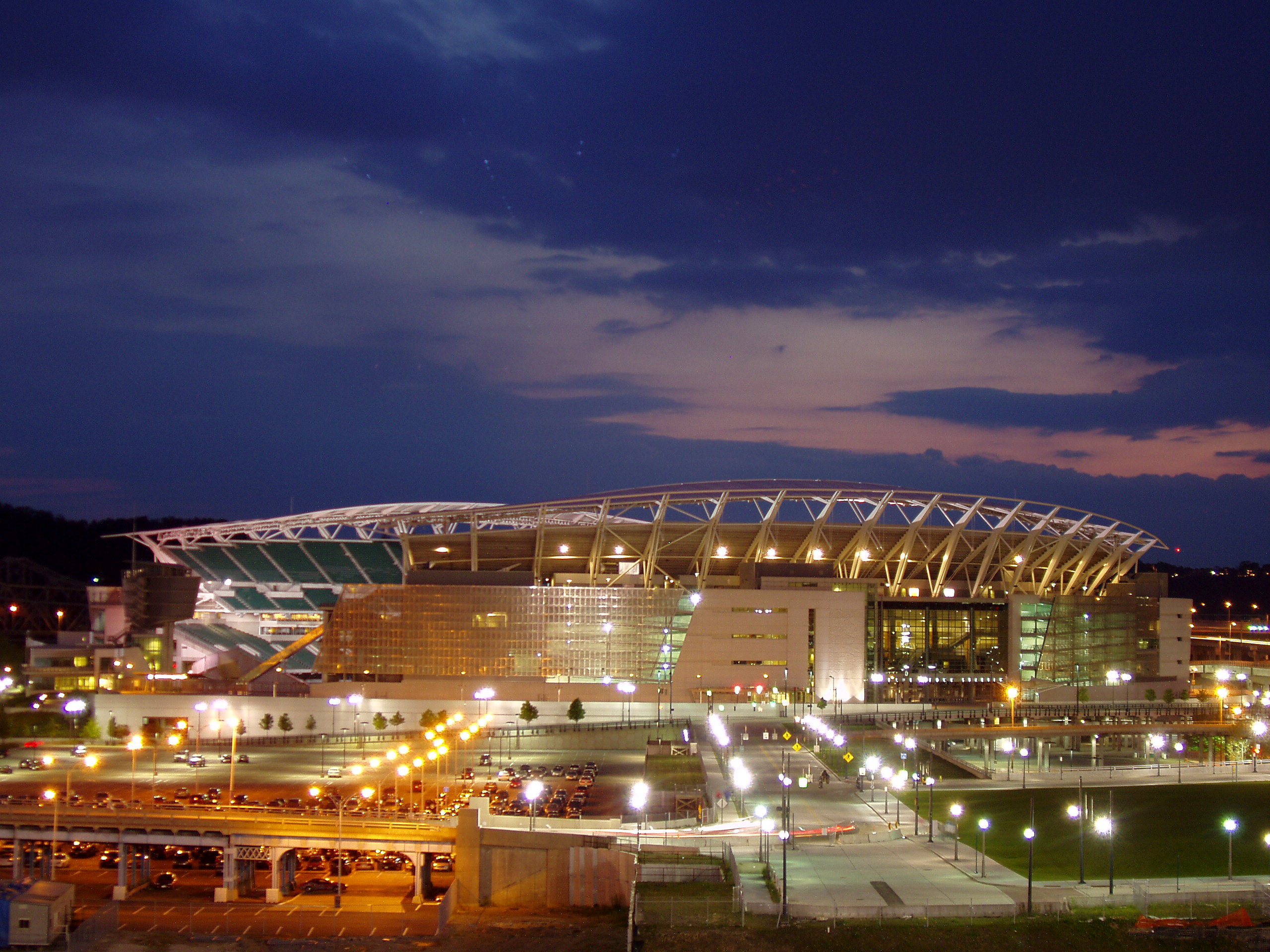
Le PBS de nuit
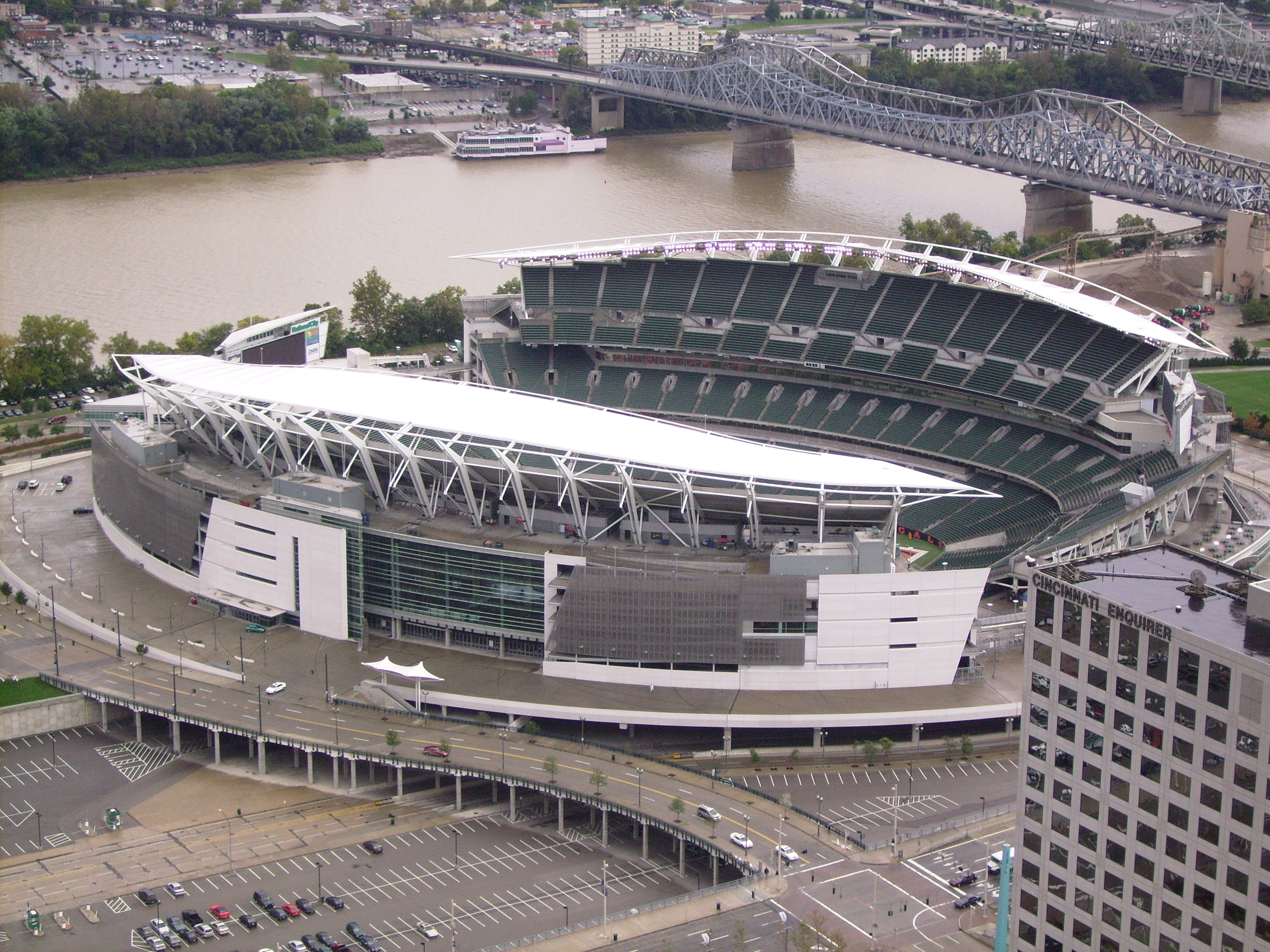
Le Paul Brown Stadium